# Jan van Tongeren
Jan van Tongeren (Nimega, 1 de noviembre de 1998) es un deportista neerlandés que compite en tiro con arco, en la modalidad de arco recurvo.
En los Juegos Europeos de Minsk 2019 consiguió una medalla de plata en la prueba por equipo. Ganó una medalla de oro en el Campeonato Europeo de Tiro con Arco en Sala de 2015.

## Palmarés internacional
| Juegos Europeos            | Juegos Europeos     | Juegos Europeos  | Juegos Europeos |
| Año                        | Lugar               | Medalla          | Prueba          |
| -------------------------- | ------------------- | ---------------- | --------------- |
| 2019                       | Minsk (Bielorrusia) | Medalla de plata | Equipo          |
| Campeonato Europeo en Sala |                     |                  |                 |
| Año                        | Lugar               | Medalla          | Prueba          |
| 2015                       | Koper (Eslovenia)   | Medalla de oro   | Equipo          |